# Filmes de 1951 da RKO Pictures

## A RKO em 1951

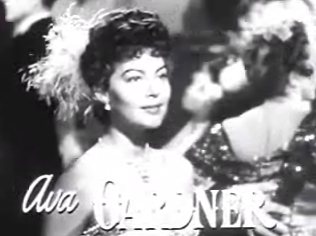
Apesar de estrelado por Robert Mitchum e Ava Gardner (aqui em cena do trailer), e a despeito de seus opulentos figurinos e cenários, My Forbidden Past fracassou nas bilheterias e deu um prejuízo de 700.000 dólares à RKO.

Como primeiro passo para satisfazer o "decreto consensual" antitruste firmado entre o governo e os grandes estúdios em 1949, a corporação] Radio-Keith-Orpheum deixou de existir. Em seu lugar, foram criadas duas novas empresas: a RKO Pictures Corporation e a RKO Theatres Corporation, sendo que, pelo acordo, umas delas teria de ser vendida imediatamente. Isso, porém, só viria a acontecer três anos mais tarde. De qualquer maneira, a RKO foi o segundo estúdio a separar sua cadeia de salas exibidoras de sua área de produção e distribuição (o primeiro foi a Paramount Pictures). Esse foi o início do fim do "sistema de estúdios" (também conhecido por "star system") praticado pela Hollywood clássica.
O estúdio continuava a estipular prazos para suas produções, e deixar sistematicamente de cumpri-los. As agências de talentos aconselhavam seus melhores cliente a passar longe da RKO, que a essa altura tornara-se um misto de motivo de gozações e pária da indústria cinematográfica. Os "whiz kids" Jerry Wald e Norman Krasna, contratados bombasticamente no ano anterior, já não conseguiam esconder a insatisfação, pois Howard Hughes, esquecido de suas promessas, tratava-os com o mesmo descaso a que os outros produtores da casa estavam acostumados. O produtor executivo Samuel Bischoff saiu em novembro, depois de um ano e meio de tumultuada convivência com Hughes. Ninguém foi chamado para ocupar a vaga.
A RKO lançou 38 títulos em 1951, a despeito de todos os problemas. Os mais bem sucedidos nas bilheterias foram The Blue Veil, Payment on Demand e The Racket. Prêmios Oscar foram concedidos ao documentário Kon-Tiki e ao curta-metragem Nature's Half Acre, dos Estúdios Disney. A produção japonesa Rashomon (1950), comprada pelo estúdio para distribuição no ano seguinte, também foi galardoada com uma estatueta.
O estúdio declarou um lucro de 334.627 dólares, o que, segundo os historiadores Richard B. Jewell e Vernon Harbin, foi um dos maiores milagres da história da contabilidade.

## Prêmios Oscar
24.ª cerimônia, com os filmes exibidos em Los Angeles no ano de 1951.
| Filme                      | Indicações                                                         | Premiações                                      |
| -------------------------- | ------------------------------------------------------------------ | ----------------------------------------------- |
| Alice in Wonderland        | Melhor Trilha Sonora                                               | ---                                             |
| The Blue Veil              | Melhor Atriz (Jane Wyman) Melhor Atriz Coadjuvante (Joan Blondell) | ---                                             |
| I Want You                 | Melhor Mixagem de Som                                              | ---                                             |
| Kon-Tiki                   | Melhor Documentário                                                | Melhor Documentário                             |
| Lambert, The Sheepish Lion | Melhor Curta-Metragem de Animação                                  | ---                                             |
| Nature's Half-Acre         | Melhor Curta-Metragem em Live-Action: 2 Bobinas                    | Melhor Curta-Metragem em Live-Action: 2 Bobinas |
| Rashomoon                  | Melhor Filme Estrangeiro                                           | Melhor Filme Estrangeiro                        |
| Two Tickets to Broadway    | Melhor Mixagem de Som                                              | ---                                             |

## Os filmes do ano
| Título original          | Título PT/BR                   | Título PT/PT                 | Astros                           | Diretor                            |
| ------------------------ | ------------------------------ | ---------------------------- | -------------------------------- | ---------------------------------- |
| Alice in Wonderland      | Alice no País das Maravilhas   | Alice no País das Maravilhas | Animação                         | Clyde Geronimi et alli             |
| Behave Yourself          | Temido e Desejado              | Cuidado, Rapaz               | Farley Granger, Shelley Winters  | George Beck                        |
| Best of the Badmen       | O Melhor dos Homens Maus       | Coração de Bandido           | Robert Ryan, Claire Trevor       | William D. Russell                 |
| The Blue Veil            | Ainda Há Sol em Minha Vida     | O Véu Azul                   | Jane Wyman, Charles Laughton     | Curtis Bernhardt                   |
| The Company She Keeps    | A Carne e a Alma               | Más Companhias               | Lizabeth Scott, Jane Greer       | John Cromwell                      |
| Cry Danger               | Golpe do Destino               | Grito de Alarme              | Dick Powell, Rhonda Fleming      | Robert Parrish                     |
| Double Dynamite          | Isto Sim Que É Vida            | Casar Não Custa              | Frank Sinatra, Groucho Marx      | Irving Cummings                    |
| Drums in the Deep South  | Os Tambores Rufam ao Amanhecer | O Monte do Diabo             | James Craig, Barbara Payton      | William Cameron Menzies            |
| Flying Leathernecks      | Horizonte de Glórias           | Inferno nas Alturas          | John Wayne, Robert Ryan          | Nicholas Ray                       |
| Footlight Varieties      |                                |                              | Jack Paar, Leon Errol            | D.W. Griffith et alli              |
| Gambling House           | Terra do Meu Destino           | O Palácio da Perdição        | Victor Mature, Terry Moore       | Ted Tetzlaff                       |
| Gunplay                  | Valentes Destemidos            |                              | Tim Holt, Joan Dixon             | Lesley Selander                    |
| Happy Go Lovely          | O Mundo a Seus Pés             | Horas de Sonho               | David Niven, Vera-Ellen          | H. Bruce Humberstone               |
| Hard, Fast and Beautiful | Laços de Sangue                | O Preço da Fama              | Claire Trevor, Sally Forrest     | Ida Lupino                         |
| His Kind of Woman        | Seu Tipo de Mulher             | Redenção                     | Robert Mitchum, Jane Russell     | John Farrow                        |
| Hot Lead                 | Balas da Vingança              |                              | Tim Holt, Joan Dixon             | Stuart Gilmore                     |
| Hunt the Man Down        |                                |                              | Gig Young, Lynne Roberts         | George Archainbaud                 |
| I Want You               | Não Quero Dizer-Te Adeus       | Enfrentando a Tormenta       | Dana Andrews, Dorothy McGuire    | Mark Robson                        |
| Jungle Headhunters       |                                |                              | Documentário                     | ---                                |
| Jungle of Chang          |                                |                              | Documentário                     | Pál Fejös, Gunnar Skoglund         |
| Kon-Tiki                 |                                | Kon-Tiki                     | Documentário                     | Thor Heyerdahl                     |
| Law of the Badlands      | A Lei dos Maus                 |                              | Tim Holt, Joan Dixon             | Lesley Selander                    |
| Lilli Marlene            |                                |                              | Lisa Daniely, Hugh McDermott     | Arthur Crabtree                    |
| My Forbidden Past        | Orgulho e Ódio                 | Duas Rivais                  | Robert Mitchum, Ava Gardner      | Robert Stevenson                   |
| On the Loose             | Abismos do Desejo              | Liberdade Perigosa           | Joan Evans, Melvyn Douglas       | Charles Lederer                    |
| Overland Telegraph       | Sabotagem no Prado             |                              | Tim Holt, Gail Davis             | Lesley Selander                    |
| Payment on Demand        | Depois da Tormenta             | Ambiciosa                    | Bette Davis, Barry Sullivan      | Curtis Bernhardt                   |
| Pistol Harvest           | Roubo no Rancho                |                              | Tim Holt, Joan Dixon             | Lesley Selander                    |
| The Rackett              | A Estrada dos Homens sem Lei   | Suborno                      | Robert Mitchum, Lizabeth Scott   | John Cromwell                      |
| Roadblock                |                                |                              | Charles McGraw, Joan Dixon       | Harold Daniels                     |
| Saddle Legion            | Ginete Audacioso               |                              | Tim Holt, Dorothy Malone         | Lesley Selander                    |
| Sealed Cargo             | O Corsário Maldito             | Corsário Maldito             | Dana Andrews, Carla Balenda      | Alfred L. Werker                   |
| Slaughter Trail          | Fronteiras da Crueldade        |                              | Brian Donlevy, Gig Young         | Irving Allen                       |
| Tarzan's Peril           | Tarzan em Perigo               | Tarzan em Perigo             | Lex Barker, Virginia Huston      | Byron Haskin                       |
| The Thing                | O Monstro do Ártico            | A Ameaça                     | Margaret Sheridan, Kenneth Tobey | Christian Nyby                     |
| Tokyo File 212           |                                | Tóquio, Intriga Oriental     | Florence Marly, Lee Frederick    | Dorrell McGowan, Stuart E. McGowan |
| Two Tickets to Broadway  | Vinho, Mulheres e Música       | Dois Bilhetes para a Glória  | Tony Martin, Janet Leigh         | James V. Kern                      |
| The Whip Hand            | Cruéis Dominadores             |                              | Carla Balenda, Elliott Reid      | William Cameron Menzies            |